# اس‌اس لویاتان
اس‌اس لویاتان (به انگلیسی: SS Leviathan) در ابتدا با نام وترلند(در آلمانی به معنای سرزمین پدری) یک کشتی اقیانوس‌پیما بود که از ۱۹۱۴ تا ۱۹۳۴ بطور مرتب از اقیانوس اطلس شمالی گذر می کرد و دومین کشتی از سه کشتی خواهر خوانده ایی بود که خط هامبورگ-آمریکا برای سرویس مسافران فرا آتلانتیک خود ساخته بود و قبل از اینکه به خاطر شروع جنگ جهانی اول فعالیتش متوقف شود به مدت یکسال با نام وترلند خدمت می کرد. در سال ۱۹۱۷ توسط دولت آمریکا مصادره و لویاتان نامیده شد و برای بیشتر دوران خدمتش با این نام شناخته می شد، هم به عنوان کشتی سربازبر در طی جنگ جهانی اول و هم کشتی سردمدار خطوط دریایی آمریکا.